# (355) Габриелла
(355) Габриелла (итал. Gabriella) — типичный астероид главного пояса, принадлежащий к светлому спектральному классу S. Он был открыт 20 января 1893 года французским астрономом Огюстом Шарлуа в обсерватории Ниццы и назван в честь Габриеллы Фламмарион, жены французского астронома Камиля Фламмариона.

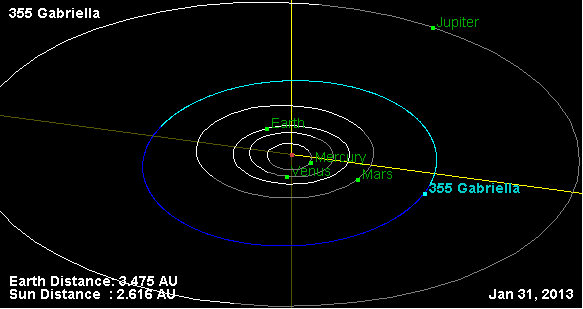
Орбита астероида Габриелла и его положение в Солнечной системе